# Velika loža Peruja
Velika loža Peruja je prostozidarska velika loža v Peruju, ki je bila ustanovljena leta 1882.
Združuje 162 lož, ki imajo skupaj 7.131 članov.